# Xavier Sabata Corominas
Xavier Sabata i Corominas (Avià, Berguedà, 1976) és un actor i contratenor cantant d'òpera català.

## Trajectòria professional
Es graduà en interpretació teatral a l'Institut del Teatre de Barcelona. Cursà estudis superiors de saxòfon obtenint menció honorífica, però dedica tots els seus esforços a la seva primera gran passió, el teatre. Els seus inicis professionals estan associats a l'activitat teatral a la ciutat de Barcelona. Entre els anys 2002-2006 estudià en el departament de música antiga de l'ESMUC dins de l'aula de Marta Almajano, perfeccionant a Alemanya en la Hochschule de Karlsruhe a Liedgestaltung (interpretació de música vocal de cambra) amb Hartmut Höll i Mitsuko Shirai. També participà en classes magistrals dirigides per Montserrat Figueras, que fou una de les cantants de música antiga més cèlebres i esposa de Jordi Savall.
El 2005 realitza el projecte de veus joves Le Jardin des Voix que el promocionarà internacionalment de la mà de William Christie amb Les Arts Florissants, que posteriorment el convida a participar en una producció de L'incoronazione di Poppea de Monteverdi a l'Opéra de Lió. Aquesta col·laboració es repeteix en altres projectes com Il Sant'Alessio de Stefano Landi on interpreta el paper protagonista. Aquesta producció es presentà a Caen, Londres, Nova York, París, Nancy, Luxemburg i es va gravar en DVD.
A partir d'aquest moment es dedica plenament a l'òpera actuant sobretot per França i Alemanya, i convertint-se en un contratenor de solvència i personalitat contrastada de la mà del mateix William Christie, René Jacobs, Fabio Biondi, Alan Curtis o Andrea Marcon. El 2009 participà en La incoronazione di Poppea, al Liceu, i el juliol del 2012 es va presentar al Teatre Lliure amb la producció de Friburg de El gran teatre del món, un muntatge de Calixto Bieito que es va veure al Grec 2012. Actuà al Palau de la Música, en el seu projecte Händel Bad Guys sobre els antagonistes de les òperes del Barroc.
El 2014, després d'oferir un recital a Austràlia, al Festival Hobart Baroque, volà a París per presentar, al Teatre del Palau de Versalles, la gravació de Tamerlano de Händel (Naïve), acompanyat per Max Emanuel Cencic, John Mark Ainsley i Karina Gauvin, entre d'altres, sota la batuta de Riccardo Minasi.
Sabata ha treballat al Barbican Hall de Londres, Teatro Real de Madrid, Théâtre des Champs-Élysées a París, Lincoln Center de Nova York, o l'Òpera Lorraine a Nancy. Ha col·laborat amb directors com René Jacobs, Jordi Savall, Eduardo López Banzo.

## Filmografia
- 1998 - Laberint d'ombres
- 2001 - Temps de silenci

## Discografia

### CD
- 2006 – Le Jardin Des Voix William Christie, Les Arts Florissants (Virgin Classics)
- 2007 – Sopranos y Castrati en el Londres de Farinelli "Caro dardo"
- 2009 – Faramondo Georg Friedrich Händel (Virgin Classics)
- 2009 – Altus - From Castrato To Countertenor (Virgin Classics)
- 2010 – Handel: Amore X Amore Georg Friedrich Händel (Winter & Winte)
- 2013 - Handel. Bad Guys Händel (Aparte)
- 2014 - Tamerlano (Naïve)
- 2018 - L'Alessandro amante (Aparte)

### DVD
- 2008 — Il Sant'Alessio Stefano Landi (Virgin Classics)
- 2009 — L'Orfeo Claudio Monteverdi (Dynamic)
- 2010 — Il ritorno d'Ulisse in patria Claudio Monteverdi (Dynamic)